# 優しい彼氏
「優しい彼氏」(やさしいかれし) は、日本のロックバンドNon Stop Rabbitとシイナナルミによるコラボ楽曲及び、本曲が主題歌として起用されたYouTubeドラマである。ドラマは、シイナナルミのYouTubeチャンネルにて2018年8月3日から同年8月24日にかけて全4話が投稿された。楽曲は田口達也により作曲され、作詞は田口とシイナにより共作、編曲は鈴木Daichi秀行により行われ、2018年8月31日にUNorder music entertainmentより、各種音楽配信サービスにてリリースされた。

## 概要
Non Stop Rabbit初のコラボシングルであり、楽曲はシイナナルミによるYouTubeドラマ『優しい彼氏』の主題歌として田口とシイナにより書き下ろされた。
ミュージックビデオの監督はコヤマタイガが務めている。

## 収録内容
| #         | タイトル       | 作詞                   | 作曲      | 編曲           | 時間 |
| --------- | -------------- | ---------------------- | --------- | -------------- | ---- |
| 1.        | 「優しい彼氏」 | 田口達也・シイナナルミ | 田口達也  | 鈴木Daichi秀行 | 3:40 |
| 合計時間: | 合計時間:      | 合計時間:              | 合計時間: | 合計時間:      | 3:40 |